# Phorcys
Phorcys (Oudgrieks: Φόρκυς) is een god van de zee uit de Griekse mythologie. Zijn ouders waren Gaia (de aarde) en Pontus (de zee). Met het zeemonster Ceto kreeg hij vele kinderen:
- Echidna
- De Gorgonen:
  - Euryale
  - Medusa
  - Stheno
- De Graeae:
  - Deino
  - Enyo
  - Pemphredo
- De Hesperiden (nimfen), waaronder:
  - Aegle
  - Arethusa
  - Erytheia
  - Hesperia
- Ladon
- Scylla
- De Sirenen
- Thoosa

Poseidon · Oceanus · Ceto · Nereus · Glaucus · Amphitrite · Tethys · Triton · Proteus · Phorcys · Pontus